# 本荘中通停留場
本荘中通停留場（ほんじょうなかどおりていりゅうじょう）は、かつて熊本県熊本市にあった熊本市交通局春竹線に属した電停（廃駅）である。

## 構造
- 代継橋南方（南熊本方面）の傾斜地点前の横断歩道地点に相対式2面2線があった[1]。

## 歴史
- 1929年（昭和4年）6月20日 辛島町（分岐点） - 春竹（現・南熊本）間を開業と共に本庄町中通電停として開業。
- 1953年（昭和28年）
  - 6月26日 この日襲った水害で白川に架かっていた代継橋が数ヶ月使用不能になる。
  - 11月9日 本庄町中通を初代代継橋に改称。
- 1959年（昭和34年）4月1日 初代代継橋を本荘中通に改称、旧の新鍛冶屋町を2代目代継橋として復活。表記は開業時の「本庄」ではなく「本荘」。
- 1970年（昭和45年）5月1日 辛島町 - 南熊本間の全線廃止に伴い当電停も廃駅となる[1]。

## 現在
国道266号の一部になっている。代継橋架け替え前は橋の継目に軌道跡があった。

## 隣の停留場
熊本市交通局
春竹線
代継橋電停 - 本荘中通電停 - 本荘町電停